# Sonny Silooy
Jan Jacobus Silooy, dit Sonny Silooy, est un footballeur néerlandais né le 31 août 1963 à Rotterdam. Son poste de prédilection était arrière latéral. Il fait partie du Club van 100.

## Biographie
Sonny Silooy a fait la majorité de sa carrière professionnelle à l'Ajax Amsterdam, où il a remporté de nombreux titres et notamment chacune des trois coupes d'Europe (C1, C2 et C3), ainsi que la Supercoupe d'Europe et la Coupe Intercontinentale.

Il a tenté sa chance à l'étranger avec des passages en France au Matra Racing de Paris et en Allemagne à l'Arminia Bielefeld, mais sans le même succès. À Paris, il quitte même le club en juin 1989 comme la plupart de ses partenaires quand le président Jean-Luc Lagardère se retire du football, déçu de ne pas voir son équipe se qualifier pour une coupe d'Europe malgré les sommes astronomiques investis en quelques années.

Avec l'équipe nationale, il compile 25 sélections, mais ne dispute aucune compétition internationale, souvent à cause de blessures, comme pour l'Euro 1988 qu'il loupe pour une blessure à l'arcade sourcilière.

## Carrière
- 1980-1987 : Ajax Amsterdam  Pays-Bas
- 1987-1989 : RC Paris  France
- 1989-1996 : Ajax Amsterdam  Pays-Bas
- 1996-1998 : Arminia Bielefeld  Allemagne
- 1998-2000 : De Graafschap  Pays-Bas[1]

## Palmarès

### En club
- Vainqueur de la Ligue des Champions en 1995 avec l'Ajax Amsterdam
- Vainqueur de la Coupe Intercontinentale en 1995 avec l'Ajax Amsterdam
- Vainqueur de la Supercoupe d'Europe en 1995 avec l'Ajax Amsterdam
- Vainqueur de la Coupe d'Europe des Vainqueurs de Coupe en 1987 avec l'Ajax Amsterdam
- Vainqueur de la Coupe de l'UEFA en 1992 avec l'Ajax Amsterdam
- Champion des Pays-Bas en 1982, en 1983, en 1985, en 1990, en 1994, en 1995 et en 1996 avec l'Ajax Amsterdam
- Vainqueur de la Coupe des Pays-Bas en 1983, en 1986, en 1987 et en 1993 avec l'Ajax Amsterdam
- Vainqueur de la Supercoupe des Pays-Bas en 1993 et en 1994 avec l'Ajax Amsterdam
- Finaliste de la Ligue des Champions en 1996 avec l'Ajax Amsterdam
- Vice-champion des Pays-Bas en 1981, en 1986, en 1987, en 1991 et en 1992 avec l'Ajax Amsterdam

### En Équipe des Pays-Bas
- 25 sélections entre 1983 et 1993

## Source
- Marc Barreaud, Dictionnaire des footballeurs étrangers du championnat professionnel français (1932-1997), L'Harmattan, 1997.